# Václav K. Killer
Václav K. Killer (* 1960 Praha, Česko) je český výtvarník a dlouholetý člen Syndikátu novinářů ČR. V periodickém tisku začínal původně jako grafik v roce 1983 a následně již přes dvacet let pracuje jako novinář a věnuje se výtvarné tvorbě.
Výtvarné vzdělání ukončil v roce 1983 u profesora Jaroslava Hořánka a jeho ilustrace, kresby a typografické práce lze od té doby potkávat na stránkách mnoha časopisů a knih. Postupně se v jeho tvorbě prosadilo zaujetí mořem a loděmi. Ve skutečnosti to byl určitý návrat, protože lodě a moře jsou jeho velkou láskou již od dětství. Ve své tvorbě preferuje nádherný věk plachetnic od Kolumbovy éry až do poloviny 19. století (lodě Kryštofa Kolumba II. varianta). Velkou inspirací pro jeho obrazy je dnes již polozapomenutá historie rakousko-uherského námořnictva, jehož mapování se soustavně věnuje (Velké prádlo/SMS Velebit). Kromě obrazů lodí vytváří i snové krajiny, ale i zde podstatnou roli hraje moře.
Pracuje klasickou technikou olejomalby na plátně a jeho obrazy nejsou jen popisným popisem konkrétní lodě, vždy se snaží ji zasadit do prostředí pro ni něčím typického (13. ledna 1797). Svou tvorbu prezentuje jen výjimečně, přesto si jeho obrazy našly cestu do soukromých sbírek kromě Evropy i ve Spojených státech. Již několik roků jej exkluzivně zastupuje galerie Artisticostores.
Samostatné výstavy
- 2006 Pasáž ČNB Praha
- 2010 MPG Praha
- 2015 Technické muzeum Bratislava
- 2018 Orchard Gallery Ostrava